# (34633) 2000 VN11
2000 VN11 (asteroide 34633) é um asteroide da cintura principal. Possui uma excentricidade de 0.14699550 e uma inclinação de 8.59187º.
Este asteroide foi descoberto no dia 1 de novembro de 2000 por LINEAR em Socorro.